# Hyboscarta tricolor
Hyboscarta tricolor är en insektsart som beskrevs av William Lucas Distant 1909. Hyboscarta tricolor ingår i släktet Hyboscarta och familjen spottstritar. Inga underarter finns listade i Catalogue of Life.